# La campana sommersa
La campana sommersa P 152 è un'opera in 4 atti di Ottorino Respighi su libretto di Claudio Guastalla, basato sulla commedia Die versunkene Glocke del tedesco Gerhart Hauptmann. La prima rappresentazione ebbe luogo il 18 novembre 1927 allo Stadttheater di Amburgo, in traduzione tedesca. L'editore di Respighi, Ricordi, non era d'accordo con la scelta del soggetto, e si rifiutò di pubblicare l'opera, che così vide la luce grazie all'editore tedesco Bote & Bock ed ebbe la première in Germania.
Il mondo fiabesco del lavoro di Hauptmann ispirò Respighi e lo condusse a creare una partitura operistica riccamente e fantasiosamente orchestrata, che ricorda spesso all'ascoltatore i suoi famosi poemi sinfonici. Dal momento che l'anti-eroe dell'opera, Enrico, è un campanaro, Respighi riempie la musica di rintocchi ed effetti squillanti. Secondo alcune fonti, il compositore si ispirò al rumore che le onde fanno colpendo le cavità sommerse dello scoglio del Trave (nella Riviera del Conero), che evoca quello di una campana sommersa

## Cast della prima rappresentazione
| Personaggio  | Interprete (Direttore: Werner Wolff) |
| ------------ | ------------------------------------ |
| Rautendelein | Gertrud Callam                       |
| Magda        | Emmy Land                            |
| La Strega    | Sabine Kalter                        |
| La Vicina    | Erna Homann                          |
| Enrico       | Gunnar Graarud                       |
| L'Ondino     | Joseph Degler                        |
| Il Fauno     | Paul Schwartz                        |
| Il Curato    | Rudolf Bockelmann                    |
| Il Maestro   | Herbert Taubert                      |
| Il Barbiere  | Karl Waschmann                       |

## Trama

### Atto I
L'ondina Rautendelein prova compassione per Enrico, il campanaro a cui il Fauno ha fatto precipitare in fondo a un lago una campana costruita per una nuova chiesa. Rautendelein decide che andrà nel paese degli uomini, e invano l'Ondino cerca di dissuaderla.

### Atto II
Enrico è sfinito dalla disgrazia, tanto che la moglie Magda dispera che possa ricominciare a lavorare. Ma Rautendelein, sotto forma di una bambina creduta muta che il prete ha presentato a Magda per prestarle aiuto, riesce magicamente a far ritornare forza e vigore in Enrico.

### Atto III
Tra Rautendelein ed Enrico è nato l'amore. Enrico ha abbandonato Magda e addirittura vuole fondare una nuova religione, per cui progetta un tempio. Invano il prete cerca di dissuaderlo: «Più facile è che suoni la campana sommersa, in fondo al lago», risponde Enrico. Ma più tardi Enrico viene a sapere che Magda, disperata, si è uccisa gettandosi nel lago: mentre i suoi figli gli annunciano la disgrazia si odono dalle acque i rintocchi della campana. Enrico inorridito abbandona Rautendelein.

### Atto IV
Disperata, Rautendelein si è sprofondata nella fonte ed è divenuta la moglie di Ondino. Enrico è ormai al termine della vita: una strega esaudisce il suo desiderio di rivedere Rautendelein, che gli appare «bianca come l'Angelo della Morte». Dapprima finge di non riconoscerlo, poi risponde alle sue invocazioni, lo bacia e dolcemente lo compone morente.

## Organico orchestrale
3 flauti, ottavino, 2 oboi, corno inglese, 2 clarinetti, clarinetto basso, 2 fagotti, 4 corni, 3 trombe, 2 tromboni tenori, trombone basso, basso tuba, timpani, grancassa, campanelli, piatti, tam-tam, triangolo, tamburo basco, xilofono, incudini e martelli, arpa, celesta, organo, campana, archi

## Discografia
- 1956 - Margherita Carosio (Rautendelein), Rina Malatrasi (Magda), Umberto Borsò (Enrico), Tommaso Frascati (Il Fauno), Orchestra e Coro della RAI di Milano. Direttore Franco Capuana. Great Opera Performances[4]
- 2003 - Laura Aikin (Rautendelein), Alessandra Rezza (Magda), John Daszak (Enrico), Kevin Connors (Il Fauno), Orchestre National de Montpellier et Choeur Opéra Junior. Direttore Friedemann Layer. Accord. 476 1884 (Registrato nel 2003 al Festival di Montpellier)[5]